# Tricosansäure
Tricosansäure ist eine organische Verbindung aus der Gruppe der Alkansäuren. Sie ist eine langkettige, gesättigte Fettsäure und ihre Salze und Ester heißen Tricosanoate.

## Vorkommen
Tricosansäure kommt natürlich in den Blättern von Cecropia adenopus und im Fenchel vor. Auch kommt sie in Lipiden von verschiedenen anderen Pflanzen in geringen Mengen vor.

## Gewinnung und Darstellung
Tricosansäure kann durch reduktive Entschwefelung der entsprechenden 5-Alkyl-2-thiophencarboxylsäure gewonnen werden.